# Coua coquereli
Coua coquereli là một loài chim trong họ Cuculidae.